# جيمس بامفورد (ممثل)
جيمس بامفورد هو ممثل كندي، ولد في 26 فبراير 1967.

## وصلات خارجية
- جيمس بامفورد على موقع IMDb (الإنجليزية)
- جيمس بامفورد على موقع قاعدة بيانات الفيلم (الإنجليزية)